# Wörgler Bach
 (janvier 2016).
Si vous disposez d'ouvrages ou d'articles de référence ou si vous connaissez des sites web de qualité traitant du thème abordé ici, merci de compléter l'article en donnant les références utiles à sa vérifiabilité et en les liant à la section « Notes et références ».
La Wörgler Bach est une rivière autrichienne d'une longueur de 8 km qui coule dans le land du Tyrol. Elle est un affluent de l'Inn et donc un sous-affluent du Danube.